# Vela solar

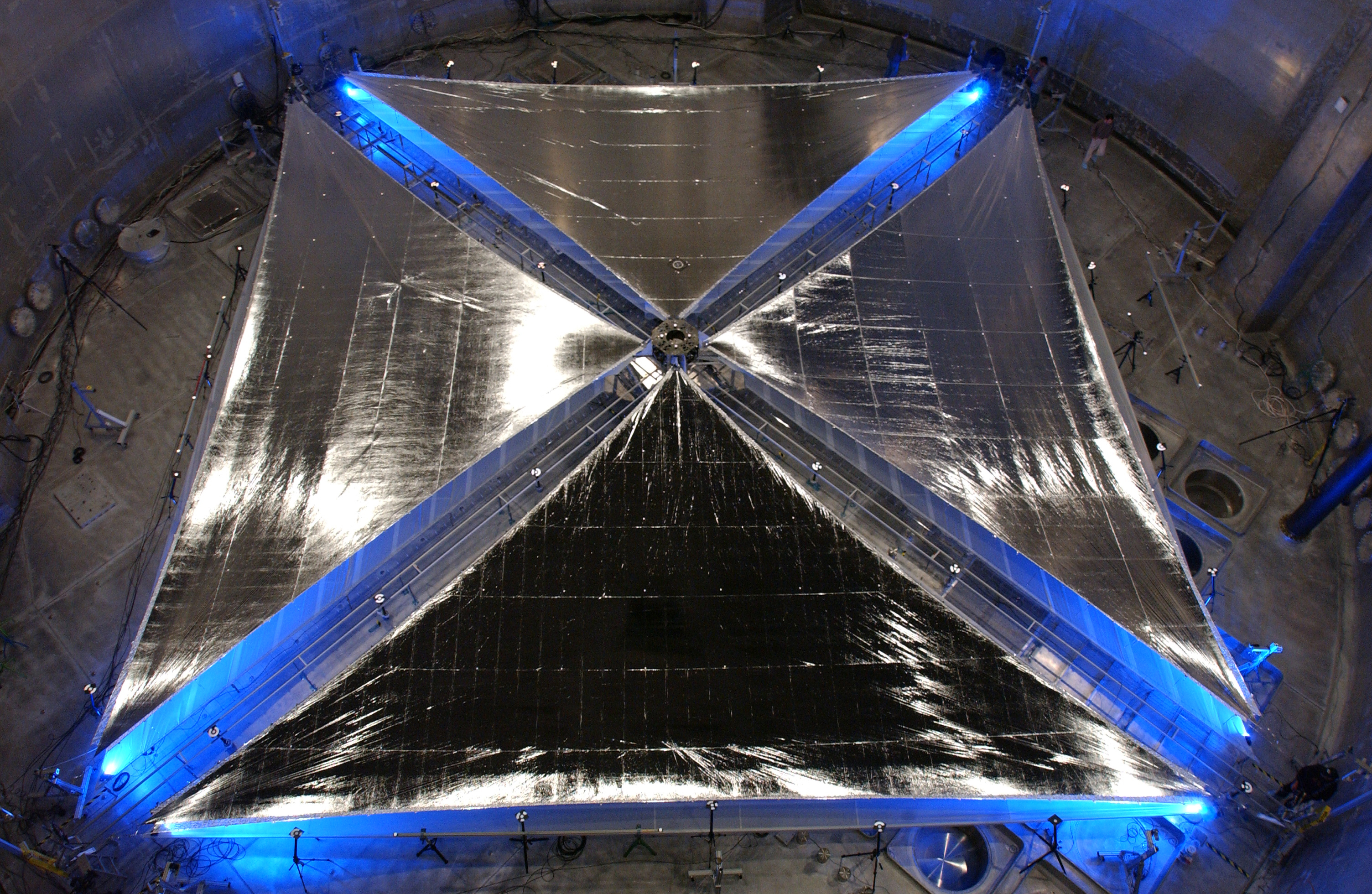
Prototipo de vela solar de 20 metros, desarrollado por la NASA.

Una vela solar es un método de propulsión para sondas y naves espaciales alternativo o complementario al uso de motores. Las velas solares captan empujes producidos por fuentes externas a la propia nave, de manera que esta no necesita transportar consigo ni motor ni combustible, aligerando considerablemente el peso de la nave, y pudiendo alcanzar así mayores velocidades. En función de la fuente de impulso que pretendan captar, las velas solares se clasifican en dos grandes grupos:
- Velas de fotones o fotónicas, consistentes en una gran superficie compuesta por una o varias láminas reflectantes muy ligeras, capaces de aprovechar la presión lumínica de la radiación solar para obtener impulso. Además de fotones de origen solar, las velas pueden diseñarse para aprovechar cualquier otro tipo de ondas electromagnéticas generadas por el ser humano, tales como rayos láser o microondas.
- Velas de plasma. A diferencia de las velas fotónicas, consisten en grandes mallas o redes en las que se genera un campo eléctrico o magnético capaz de interceptar el plasma del viento solar para obtener impulso. En función del campo que generen, estas velas se denominan velas magnéticas o velas eléctricas.

Debido a la escasa potencia que ofrecen las velas solares, las naves propulsadas por este método necesitan ser lanzadas al espacio por un cohete convencional. Fuera ya de la atmósfera, su aceleración es muy lenta, pudiendo tardar más de un día en aumentar su velocidad en 100 km/h. Sin embargo, a diferencia de los cohetes, el empuje sobre una vela se aplica de forma ininterrumpida, por lo que con el tiempo una sonda provista de velas puede alcanzar velocidades muy superiores a las obtenidas mediante los actuales sistemas de propulsión a chorro.
Las velas solares llevan poco tiempo en desarrollo, y hasta el momento solo se ha logrado lanzar con éxito a la sonda IKAROS, parcialmente impulsada por este método, pero en los comienzos del siglo XXI varias agencias espaciales trabajan en esta tecnología. De las velas solares se ha dicho que son «la única tecnología conocida que algún día podría llevarnos a las estrellas».

## Historia

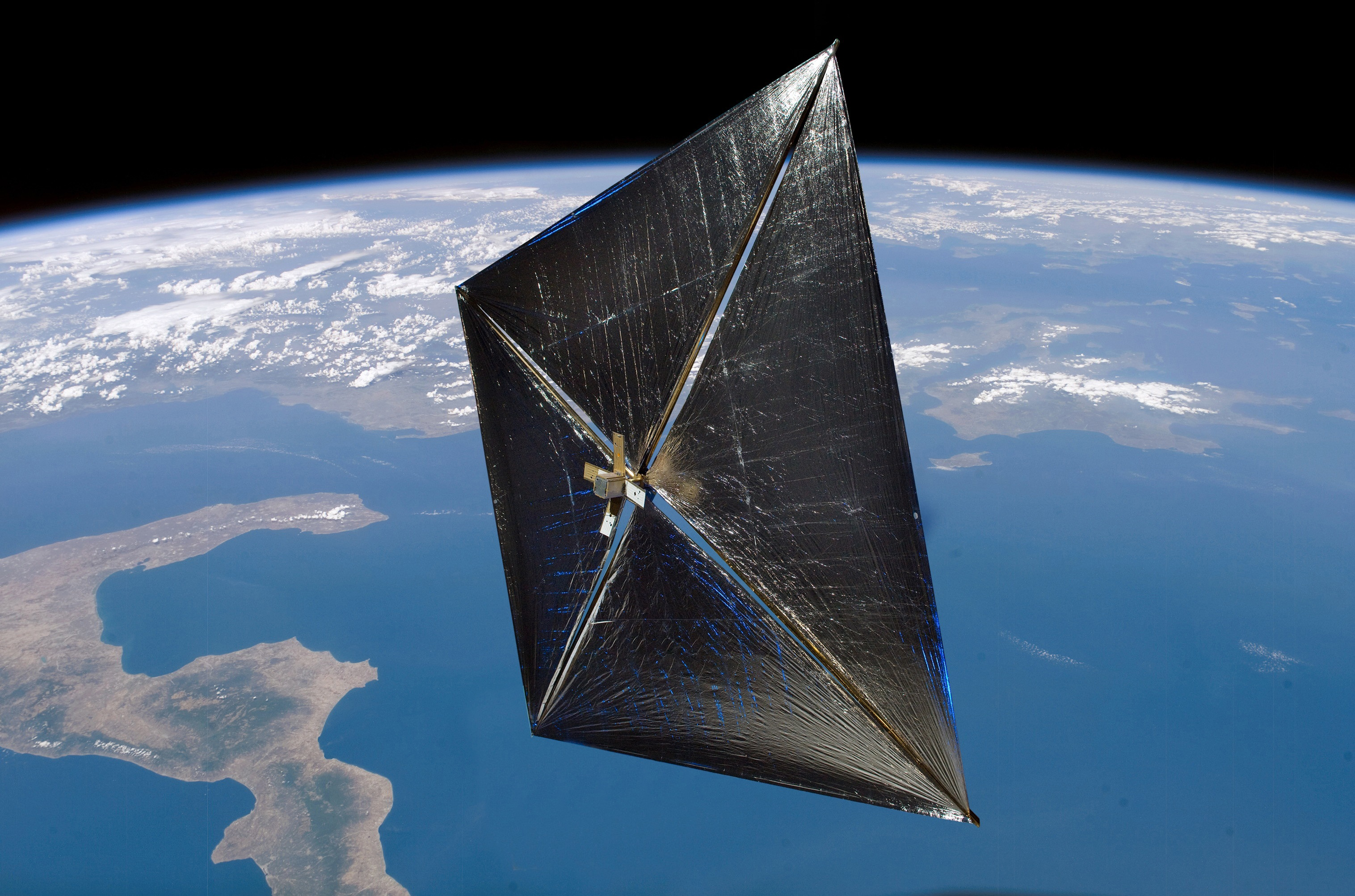
Representación de la NanoSail-D, desplegada con éxito por la NASA en enero de 2011.

El efecto de la presión solar fue señalado por vez primera en el siglo XVII por el astrónomo Johannes Kepler, al observar que la cola de los cometas siempre apuntaba en la dirección opuesta al Sol, deduciendo que este debía generar algún tipo de fuerza de repulsión. Tal fuerza fue calculada en 1873 por James C. Maxwell en su teoría del electromagnetismo, según la cual, la luz debía ejercer una presión sobre los objetos. Esta predicción fue confirmada experimentalmente en 1899 por Piotr Lébedev.
Fue el propio Kepler el primero en sugerir la idea de diseñar naves espaciales para aprovechar esta energía, pero hubo que esperar hasta el siglo XX para que la comunidad científica retomase el concepto de vela solar. Los primeros en hacerlo fueron soviéticos, concretamente el físico ruso Konstantín Tsiolkovski, y en especial el ingeniero lituano Friedrich Zander, que ya en 1924 estudió la posibilidad de realizar viajes interplanetarios mediante velas solares. El concepto se fue refinando gradualmente durante las siguientes décadas, y en 1951 se publicó el primer artículo técnico sobre velas solares: «Clipper Ships of Space» (veleros del espacio), firmado bajo seudónimo por el ingeniero aeronáutico Carl A. Wiley. Transcurrirían todavía 7 años más hasta que un trabajo sobre velas solares apareciese en una revista científica, lo que sucedió finalmente en 1958 en la revista «Jet Propulsion». El artículo fue escrito por el Dr. Richard Gamin, consultor del Departamento de Defensa de los Estados Unidos. A mediados de los años 60 la NASA empezó a investigar en el campo de las velas solares, y desde entonces el avance tecnológico y la aparición de materiales ultraligeros como el PET de orientación biaxial (boPET) han reavivado el interés por esta tecnología.
En 1960 la presión solar demostró por primera vez su influencia real sobre los objetos en el espacio «jugando al fútbol» con el satélite Echo 1: un gran globo metalizado de gran área y poco peso al que empujó hasta destrozar su fina tela, dispersando los restos por el espacio.
En 1974, el objetivo de la sonda Mariner 10  corría peligro por la falta de propelente. Como medida desesperada, se decidió direccionar adecuadamente los paneles solares para que sean utilizados a manera de vela solar, lo que proporcionaría el empuje necesario para reemplazar algunas de las maniobras que requerirían gasto adicional de propelente. De esta manera, aunque en forma accidental, se utilizó por primera vez la presión de la luz (en las cercanías del sol) a manera de vela solar, lo que en este caso produjo que se salvara la continuidad de los objetivos de la misión. Después de 30 años de esta experiencia, para la sonda MESSENGER se planificó utilizar la presión de la luz solar como empuje para el frenado y posterior captura de Mercurio, de forma que pudiese entrar en órbita. Se realizaron esas maniobras según lo planificado, utilizando los paneles solares a manera de vela solar. Sin este apoyo, además de las asistencias gravitatorias, se hubiese necesitado una cantidad muchísimo mayor de propelente, lo que hubiese subido el costo más allá del presupuesto.
Los satélites indios de comunicaciones INSAT 2A y 3A, así como los más modernos Inmarsat-4 de la serie europea Eurostar E3000, ya se diseñan con paneles reflectantes para controlar su orientación por este método.
La primera propuesta en firme para crear una nave propulsada por velas solares fue promovida a finales de los años 1970 por el doctor Louis Friedman, del JPL de la NASA. Se pretendía enviar una sonda al encuentro del cometa Halley, pero después de un año de estudios se consideró que la tecnología no estaría disponible a tiempo, y el programa fue finalmente cancelado.
Entre los años 1979 y 1982 se crean tres organizaciones dedicadas a la navegación mediante velas solares: la World Space Foundation (WSF) en Estados Unidos, la Union pour la Promotion de la Propulsion Photonique (l'U3P) en Francia, y la Solar Sail Union of Japan (SSSJ) en Japón. En 1998 se inicia un trabajo conjunto entre la Agencia Espacial Europea (ESA) y el Centro aeroespacial alemán (DLR) para desarrollar la tecnología de las velas solares.
La NASA ha considerado organizar una competición para alcanzar el punto de Lagrange L1 por medio de velas solares, y entre 2001 y 2005 ensayó con éxito despliegues de velas a escala en cámaras de vacío. Según el equipo encargado del proyecto, estos diseños pueden escalarse hasta modelos de 150 m de lado, y a partir de 2010 podría plantearse un lanzamiento de prueba.
En mayo de 2022 la NASA ha anunciado que el proyecto Diffractive Solar Sailing fue seleccionado para el estudio de Fase III en el marco del programa Conceptos innovadores avanzados (NIAC), con objetivo de hacer una transición estratégica de los conceptos NIAC con el mayor impacto potencial para la NASA, otras agencias gubernamentales o socios comerciales. El proyecto se fundamenta en el uso de velas solares difractivas las cuales usarían pequeñas rejillas incrustadas en películas delgadas para aprovechar una propiedad de la luz llamada difracción, que logra que la luz se disperse cuando pasa a través de una abertura estrecha. Permitiendo a la nave espacial hacer un uso más eficiente de la luz solar sin sacrificar la maniobrabilidad.

### Lanzamientos orbitales

#### Despliegue
El 4 de febrero de 1993, la Agencia Espacial Federal Rusa consiguió  desplegar con éxito desde la estación MIR el Znamya 2, un reflector de boPET aluminizado de 20 metros de anchura. No obstante, el experimento solo consistió en probar el despliegue, y no la propulsión, por lo que el reflector, incapaz de controlar su dirección, se quemó en la atmósfera. Un segundo ensayo posterior, denominado Znamaya 2.5, finalizó en fracaso, y en 1999 la agencia rusa abandonó el programa.
Más recientemente, el 9 de agosto de 2004 la Agencia Japonesa de Exploración Aeroespacial desplegó con éxito dos prototipos de vela solar desde un cohete: una vela con forma de trébol a 122 km de altura, y una desplegada en abanico a 169 km. Ambas velas utilizaron una lámina de 7.5 micras de espesor. Al igual que en el caso ruso, el experimento fue solo un ensayo de despliegue, y no una prueba de propulsión.
El 21 de febrero de 2006, la JAXA lanzó en un cohete Mu-5, juntamente con el satélite ASTRO-F, una vela solar de 15 metros de diámetro llamada SSSat 1 (Solarsail Subpayload Satellite) o SPP, que solo se desplegó parcialmente. El 22 de septiembre de 2006, de nuevo la JAXA lanzó, juntamente con el satélite SOLAR-B, una vela solar gemela de la anterior, la SSSat 2, con los mismos resultados negativos. Posteriormente, el 20 de mayo de 2010, lanzó juntamente con el satélite PLANET-C una nueva vela, de 20 m de diámetro, llamada IKAROS, que se desplegó correctamente.
En enero de 2011 la NASA consiguió por primera vez desplegar con éxito una vela solar en órbita con el segundo minisatélite NanoSail-D, también denominado «NanoSail-D2».

#### Propulsión
Hasta la fecha no se ha conseguido lanzar con éxito ninguna nave con velas solares como sistema de propulsión primario, salvo la sonda IKAROS, lanzada en mayo de 2010, parcialmente impulsada por una vela de 20m de lado. El primer intento para utilizar una vela solar como propulsor fue un proyecto conjunto entre la Sociedad Planetaria, el Cosmos Studios y la Academia Rusa de las Ciencias; desde un submarino soviético, el 21 de junio de 2001 se efectuó el lanzamiento de un cohete tipo Volna, portando un satélite denominado Cosmos 1 en honor a Carl Sagan. Desgraciadamente, un fallo en el cohete impidió que el satélite alcanzase su órbita. En 2020 la sociedad planetaria tiene previsto lanzar una nueva vela solar que intentará demostrar que esta tecnología es factible, esta vela irá seguida de otras dos que saldrán de la órbita terrestre
Otro equipo compuesto por el Marshall Space Flight Center y el Ames Research Center de la NASA intentó lanzar el 2 de agosto de 2008 la sonda NanoSail-D, de 4.5 kg de peso, con una vela de plástico aluminizado de 9.3 m² de superficie. Al igual que sucediera tres años antes con el Cosmos 1, el cohete falló.

## Principio físico

### Fotones
La mecánica cuántica introdujo el concepto de la dualidad onda corpúsculo, según el cual no hay diferencias fundamentales entre partículas y ondas: las partículas pueden comportarse como ondas, y viceversa. Todas las ondas electromagnéticas, ya sean luminosas, microondas, o de cualquier otro tipo, pueden considerarse por tanto chorros de fotones. A pesar de que los fotones carecen de masa en reposo, la Teoría de la relatividad, resumida en la famosa ecuación {\displaystyle E=mc^{2}}, establece que cada vez que la energía se mueve de un sitio a otro, se comporta en parte como si se estuviese moviendo una masa.
La cantidad de movimiento o momento lineal de una partícula se define como el producto de su masa por su velocidad, pero aplicando la mecánica relativista, la masa de una partícula varía con la velocidad, y por tanto la fórmula {\displaystyle p=mv} (donde {\displaystyle p} es el momento lineal, {\displaystyle m} la masa y {\displaystyle v} la velocidad) debe incluir el factor de Lorentz, escribiéndose entonces {\displaystyle p=\gamma mv}.
En el espacio vacío los fotones se mueven a la velocidad de la luz {\displaystyle c}, por lo que si se despeja la masa en la ecuación de Einstein y se introduce en la ecuación del momento lineal, se obtiene que la energía {\displaystyle E} y momento lineal {\displaystyle p} de estas partículas están relacionadas mediante la expresión:
{\displaystyle \ E=c\cdot p}
Cada fotón tiene una energía directamente proporcional a la frecuencia de la onda asociada, definida por la fórmula:
{\displaystyle E=h\cdot \nu }
donde {\displaystyle E} es la energía del fotón, {\displaystyle h} es la constante de Planck (de valor {\displaystyle h} = 6.626 x 10 -34 J·s), y {\displaystyle \nu } es la frecuencia de la onda.
Combinando estas dos ecuaciones, se obtiene que el momento lineal del fotón {\displaystyle p} depende únicamente de la frecuencia de la onda, según la fórmula:
{\displaystyle p={\frac {h\cdot \nu }{c}}}
Por otra parte, la longitud de onda {\displaystyle \lambda } y la frecuencia de oscilación {\displaystyle \nu } están relacionadas por una constante; la velocidad de la luz en el vacío (c), según la fórmula:
{\displaystyle c=\lambda \cdot \nu }
Por lo que el momento lineal de un fotón se puede definir también como:
{\displaystyle p={\frac {h}{\lambda }}}
Por tanto, a mayor longitud de onda, menor será la energía y momento lineal del fotón. Cuando un fotón es reflejado por una superficie, este vuelve a la misma velocidad, pero con una longitud de onda ligeramente mayor, lo que equivale a ceder parte de su energía (o lo que es lo mismo, momento lineal) a la superficie impactada. Es este momento lineal el que impulsa la nave.
El momento lineal de un fotón es realmente pequeño: observando la primera fórmula, vemos que es la energía del fotón dividida por la velocidad de la luz. La irradiancia en las inmediaciones de la órbita terrestre es de 1366 W/m², lo que origina un empuje de 4.7 μN/m².

### Plasma
Debido a las temperaturas extremas del sol, gran parte de la materia en la atmósfera o corona solar está disgregada en forma de plasma, un gas de partículas ionizadas que en el caso de nuestra estrella está compuesto en un 95 % por protones y electrones. Parte de este plasma es expulsado hacia el exterior generando el llamado viento solar, que se desplaza a velocidades
en torno a los 350 km/s. A pesar de que las partículas de viento solar son mucho más escasas que los fotones y viajan 1000 veces más lentas que éstos, tienen una masa mucho mayor, por lo que el empuje originado por cada partícula, transmitido en forma de energía cinética, es mayor que el ocasionado por los fotones. Aun así, el efecto del viento solar está tres órdenes de magnitud por debajo del producido por la presión de radiación electromagnética de los fotones.

## Funcionamiento

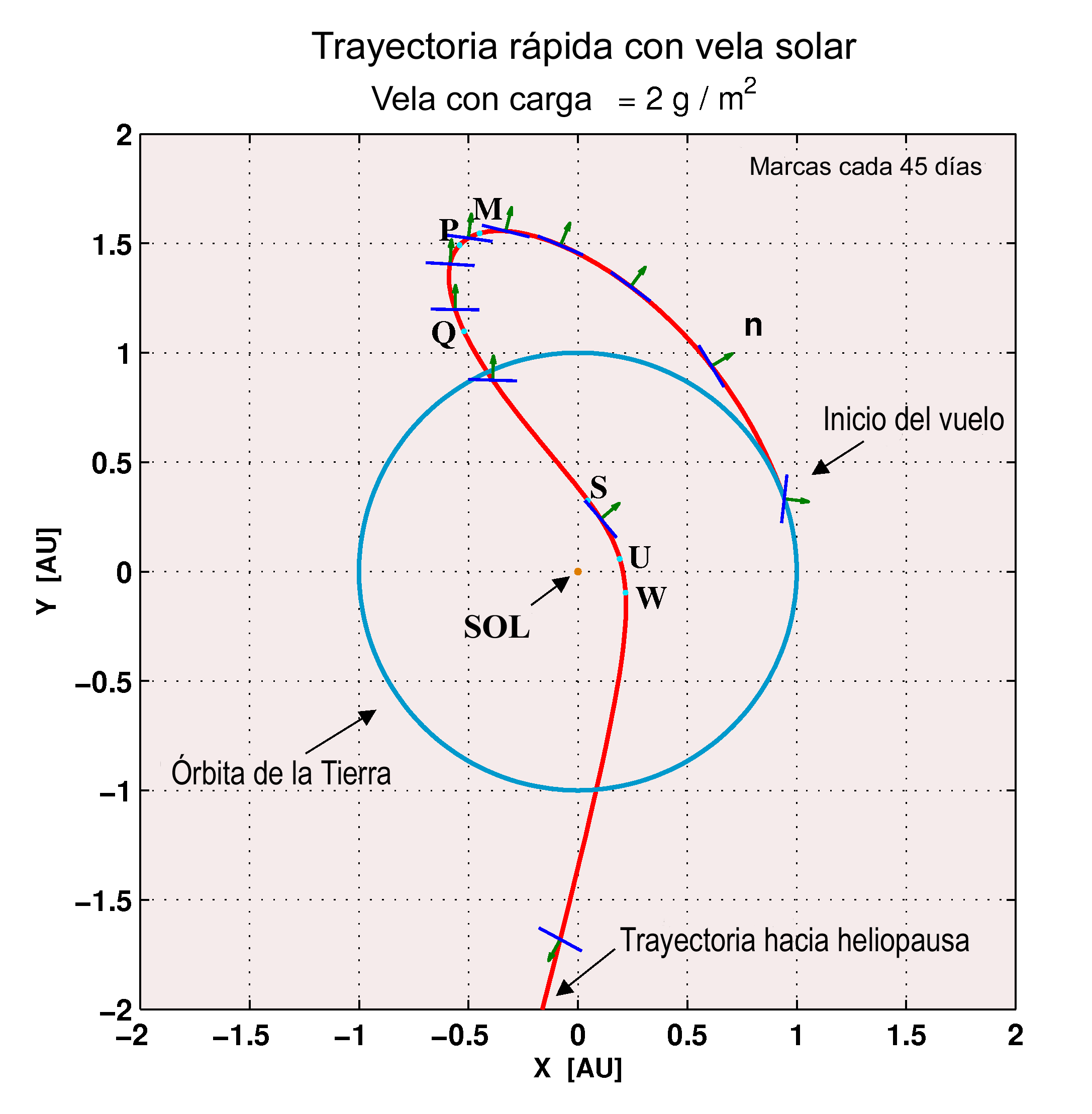
Modelo de trayectoria rápida con vela solar.

Una vela solar funciona de forma análoga a la vela de un barco: una vez lanzada al espacio, la nave despliega una gran membrana que actúa a modo de espejo, reflejando los fotones provenientes del Sol, lo que genera un pequeño impulso en la dirección contraria. Cuanto más reflectante sea la lámina, más empuje recibirá la nave, llegando casi a duplicar el de una lámina no reflectante. Puesto que el empuje se produce en la dirección perpendicular a la vela, girando esta respecto al Sol, se puede modificar la trayectoria de la nave.
Debido al escaso empuje de la presión solar, las velas deben ser de grandes dimensiones: se estima que son necesarias velas de entre 80 y 160 m de longitud para obtener suficiente impulso como para desplazar una nave con carga útil. Por este motivo, aunque el concepto de vela solar generalmente se refiere al aprovechamiento de la luz del Sol, otros diseños planean utilizar estas velas para impulsar la nave enviando energía desde la propia Tierra, mediante un láser o un haz de microondas. El concepto se ha definido como «dejar el motor en tierra», lo que además de eliminar el peso del motor, elimina también el peso del combustible, que a principios del siglo XXI, supone alrededor de un 25 % del peso de una sonda, es decir, de la carga útil lanzada por el cohete.
Eliminar o reducir el peso del combustible puede ser una necesidad crítica en viajes tripulados a otros planetas: cualquier sistema que precise transportar su propio combustible experimentará un incremento exponencial de peso para incrementos lineales de carga útil. A modo de ejemplo, si hubiese que transportar el combustible de ida y vuelta, una nave impulsada por cohetes con destino a Marte tendría que emplear en el conjunto de sus distintas etapas (lanzamiento, viaje de ida, lanzamiento desde Marte, y viaje de regreso) aproximadamente el 99 % de su peso solo en combustible, lo que dificulta y encarece enormemente cualquier exploración humana más allá de nuestra propia Luna. Aunque por el momento no se puede considerar el transporte de seres humanos mediante velas solares, una vez desarrollada esta tecnología constituirá una alternativa sensiblemente más económica.
La presión de la radiación solar en la órbita de la Tierra es de aproximadamente 10-5 Pa, y, según nos alejamos de nuestra estrella, decrece a razón del cuadrado de la distancia. Puesto que el empuje decae rápidamente con la distancia, orientar la vela directamente hacia el Sol para alejarse de él solo conseguirá disminuir el impulso muy rápidamente, y por tanto con esta estrategia no se conseguirán altas velocidades. De hecho, se ha calculado que cualquier nave cuyo peso supere el kilogramo por cada 600 m² de vela terminará describiendo una órbita elíptica alrededor del Sol, sin conseguir escapar nunca del sistema solar. Por este motivo las trayectorias idóneas para conseguir una buena propulsión implican orientar la vela aproximadamente a 35.5º con respecto al Sol, de manera que el empuje obtenido se mantenga y acumule durante más tiempo sin alejarse de la estrella. Las mejores estrategias conllevan acercarse al Sol para captar la máxima radiación posible antes de alejarse definitivamente, en una trayectoria similar a la mostrada en el gráfico.
La aceleración que cabe esperar en una buena vela solar es del orden de 1 mm/s2. Esto es unas 60 000 veces menos que la que proporcionan los cohetes a comienzos del siglo XXI. Sin embargo, al ser el empuje constante, con esa aceleración a lo largo de un año la velocidad habría aumentado en 30 km/s, superando así la velocidad de la sonda más rápida hasta la primera década del siglo XXI, (la New Horizons, cuya velocidad máxima alcanzó los 22.88 km/s). Un estudio de la ESA concluye que una segunda generación de veleros solares con velas más ligeras (de 1 a 5 g/m²) podría conseguir aceleraciones de entre 1 y 3 mm/s2, alcanzando velocidades finales de 100 km/s o incluso superiores. Otros autores elevan el potencial de esta tecnología hasta los 1000 km/s.

### Limitaciones
Las velas solares no son apropiadas para órbitas terrestres de baja altitud, debido a que sufren una fuerte erosión y son frenadas por la muy tenue atmósfera remanente. Por este motivo, las naves impulsadas por velas solares siguen necesitando un cohete que las ponga en órbita fuera de la atmósfera.
Los veleros solares también presentan problemas de maniobrabilidad, si bien, al igual que los barcos de vela, las sondas impulsadas por velas solares son capaces de viajar en dirección opuesta al Sol: el modo de hacerlo es orientar el empuje en la dirección opuesta a la marcha de la nave, como se describe en las órbitas de Hohmann. De este modo se disminuye la velocidad, lo que automáticamente originará que su órbita decaiga acercándose al Sol. Igualmente, se podrían calcular las trayectorias para hacer uso de la asistencia gravitacional, que consiste en aprovechar la atracción gravitatoria de los distintos astros para cambiar de dirección.
La tercera limitación es el ya mencionado escaso empuje de este sistema: la transferencia de energía entre los fotones y la vela solar, es decir, el impulso que estos ejercen sobre la vela, es solo una pequeña fracción (del orden de las milésimas) de la energía del fotón. Esta transmisión de energía se manifiesta por la mayor longitud de onda (menor energía) con la que parte el fotón reflejado. A una distancia al Sol como la de nuestro planeta, la presión solar ejercida es de solo 9 μN/m²; una fuerza equivalente a unos 10 gramos de peso por hectárea.
La tecnología de las velas solares está todavía en un incipiente proceso de desarrollo. Los problemas tecnológicos que plantean las velas solares en la primera década del siglo XXI son fundamentalmente:
- Fabricar las velas utilizando una lámina ultrafina y ultraligera de suficiente resistencia (mecánica y térmica);
- Empaquetar el material en espacios reducidos;
- Desplegar con éxito la vela en el espacio;
- Controlar una estructura tan masiva y ligera a la vez (estabilización de ondas estacionarias, giros).

### Controversia
En el año 2003, Thomas Gold, entonces jefe del departamento de astronomía de la Universidad Cornell, lideró un debate público que cuestionaba la viabilidad de las velas solares, argumentando que la transferencia de momentum o momento lineal por parte de fotones era una hipótesis no probada, y que podría violar la regla termodinámica de Carnot, apoyando su discurso en un experimento que fracasó a la hora de medir la presión solar. Esta crítica fue refutada por Benjamin Diedrich, un físico del Caltech dedicado al estudio de las velas solares, alegando que esta regla no podía aplicarse a sistemas abiertos, que el efecto ya había sido predicho por las teorías del electromagnetismo de Maxwell, y que el experimento al que aludía llevaba más de un siglo obsoleto. Al mismo tiempo, aportó pruebas de laboratorio que lo confirmaban. También James Oberg refutó las objeciones de T. Gold, recordando que la presión solar había sido calculada con éxito en multitud de satélites y sondas espaciales que habrían terminado miles de kilómetros fuera de ruta si las ecuaciones utilizadas, que contaban con el efecto de la presión solar, no fueran correctas. El 9 de julio, la JAXA confirmó la viabilidad de esta tecnología al detectar un aumento en la velocidad de la sonda IKAROS debida a la presión fotónica de su vela.

## Tipos de vela

### Velas fotónicas
Los diversos tipos de vela de fotones existentes son fruto de las distintas estrategias empleadas para mantener la superficie desplegada. Existen dos conceptos principales: utilizar un andamiaje de mástiles y cables, o bien hacer girar la vela para que esta se mantenga por efecto de la fuerza centrífuga. Las velas que utilizan andamiaje se denominan velas de tres ejes, y las que utilizan la fuerza centrífuga, velas giratorias. Las velas giratorias pueden ser a su vez de dos tipos: heliogiros o velas circulares. Estas tres tipologías (tres ejes, circular y heliogiro) constituyen la base de todas las velas fotónicas ideadas hasta la fecha.

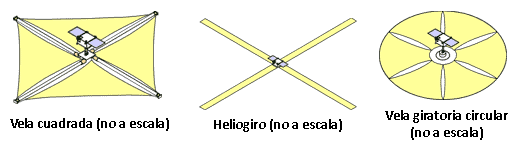
Las tres morfologías principales de vela fotónica.

- De entre los diseños de tres ejes, los más estudiados y probados son las velas cuadradas. Estas velas están soportadas por cuatro mástiles diagonales. El andamiaje y la nave se sitúan en la cara oscura, protegidos del calor y la radiación por la propia vela. Otra variante de vela de tres ejes es un diseño de 1992 ideado por el Canadian Solar Sail Project, que consistía en una vela hexagonal que permitía el plegamiento selectivo de sus seis láminas para cambiar de dirección.[46] Las velas pueden tener además un sistema de cables tensados unidos a un mástil perpendicular. La estructura resultante permite unos mástiles longitudinales más esbeltos y ligeros.[46] Esta solución es la más apropiada para velas de grandes dimensiones. Un diseño de vela cuadrada con mástil y cables tensores fue estudiado por el JPL.[46]

- El heliogiro fue también estudiado en la década de los 70 por el JPL. El modelo de referencia, denominado heliogyro, consistía en doce láminas plásticas rectangulares de 7 km de longitud.[47] El sistema pretendía hacer rotar las velas como las aspas de un helicóptero, de tal manera que la propia inercia de giro de las velas las mantuviese desplegadas sin necesidad de puntales o mástiles, y por tanto ahorrando peso. Sin embargo, los cálculos mostraron que la resistencia del material utilizado para una vela giratoria tendría que ser muy elevada, lo que ocasionaría un importante aumento en el grosor de la lámina, hasta el punto de anular la reducción de peso conseguida por la ausencia de mástil. A esto hubo que añadir la dificultad para cambiar la dirección de un objeto giratorio debido a la inercia giroscópica, por lo que el diseño se abandonó. No obstante, este sigue ofreciendo la solución más sencilla para el despliegue de la vela. El heliogiro también fue estudiado por el Field Robotics Center de la universidad Carnegie Mellon[48] y por el Canadian Solar Sail Project.[47]

- La vela circular, estudiada también por el JPL,[49] está compuesta por láminas radiales sujetas a un gran anillo giratorio. El Space Regatta Consorcium también ha trabajado en esta tipología de vela.[49] Este diseño permite el despliegue en abanico de la vela, posibilidad que ya ha sido probada con éxito.

#### Impulso por láser

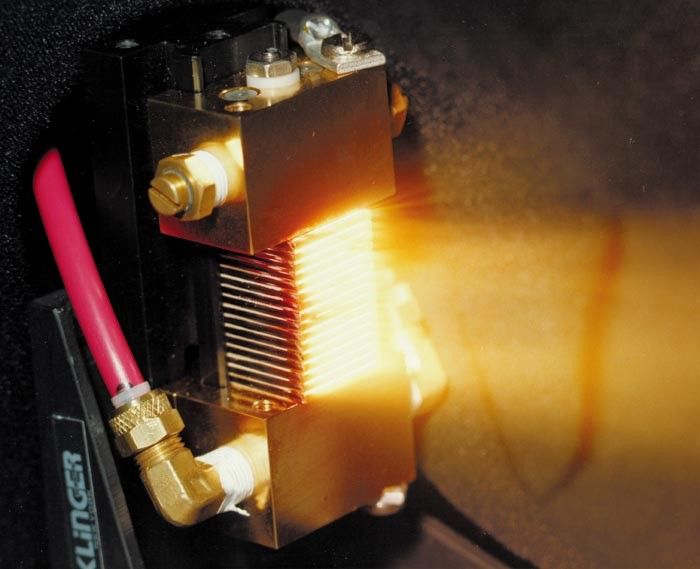
Agrupación de diodos láser.

Algunos científicos consideran que la máxima velocidad alcanzable mediante impulsión fotónica es demasiado baja; del orden de los 10 km/s, y que la lentitud inicial de una vela fotónica impulsada por la presión solar penalizaría excesivamente los viajes, especialmente los realizados dentro del sistema solar. Por ello se ha estudiado aumentar el empuje enviando energía desde la Tierra en forma de láser o microondas. Las sondas así impulsadas podrían dirigirse directamente hacia su objetivo con elevadas velocidades iniciales, acortando sensiblemente los tiempos de navegación. El láser tiene la ventaja añadida de ser una radiación electromagnética más monocromática, y por tanto es posible diseñar reflectores más eficientes que los utilizados para luz solar, cuyo espectro es más amplio. Las desventajas fundamentales del impulso por láser son dos:
- Tiempo de impulso relativamente corto. Debido a la dificultad para enfocar el haz a grandes distancias, se calcula que solo sería posible impulsar la sonda durante el primer mes, teniendo en cuenta que los períodos de impulso serían muy breves debido a la rotación de la Tierra.[50] Además los láseres más eficientes, los de diodo (con eficiencias energéticas de hasta el 50 %,[52] mucho mayores que los demás tipos de láser) son menos monocromáticos,[53] lo que provoca que el rayo sufra un  efecto de dispersión al atravesar la atmósfera, disminuyendo así su capacidad para concentrar la energía sobre la superficie de la vela, y por tanto perdiendo efectividad rápidamente a medida que la sonda se aleja, a menos de que sea lanzado desde fuera de la atmósfera, como a partir de un satélite.
- La ineficiencia energética. El láser tiene el agravante de que la energía utilizada no sería «gratuita» como en el caso de los fotones solares. Para dar una idea de la pequeña magnitud del impulso obtenido mediante este método, se ha calculado que se necesitaría un láser de aproximadamente 1.2 GW de potencia para hacer levitar una ardilla.[39] Esto es aproximadamente la energía que consume un pueblo de 3000 habitantes. Además, si se envía el rayo desde la superficie terrestre, hay que contar con pérdidas por esparcimiento y absorción atmosféricas en torno al 20 %.[53]

Para subsanar estos problemas se han propuesto diversas soluciones, pertenecientes por el momento al terreno de la especulación. Para alargar el tiempo de impulso se ha sugerido la utilización de grandes lentes Fresnel que reenfoquen el rayo láser a partir de cierta distancia. Estas lentes podrían situarse a lo largo de rutas predefinidas hacia destinos específicos, o incluso se ha propuesto que la propia nave llevase consigo algunas de estas lentes para desplegarlas a intervalos regulares durante su recorrido. También se ha sugerido emplear un láser en órbita para mejorar la precisión, reducir pérdidas, y prolongar los períodos de impulso. En lo referente a la eficiencia se ha argumentado que, en teoría, es posible aumentar hasta unas 1000 veces la eficiencia del láser, si se hacen rebotar repetidamente los fotones en un segundo espejo que los redirija nuevamente al primero, creando así un sistema cerrado que agote la energía de cada haz de luz enviado.
La tecnología en la primera década del siglo XXI es incapaz de abordar las enormes dificultades que plantean estas soluciones, pero no son descartables en un futuro a medio o largo plazo. No obstante, y a pesar de estos inconvenientes, los láseres podrían tener utilidad para ayudar a frenar una nave en retorno: puesto que la lentitud de las velas es la misma a la hora de acelerar o decelerar, una vela regresando velozmente, y ya cercana, podría aprovechar el empuje puntual de un láser para detenerse.

#### Impulso por microondas
Las velas impulsadas por microondas apenas han empezado a estudiarse, pero constituyen una de las alternativas más prometedoras a medio plazo para conseguir altas velocidades. A pesar de que las microondas tienen una dispersión mayor que los rayos láser, lo que implica una menor distancia y duración del periodo de impulso, son ligeramente más fáciles de controlar, y no son tan destructivas para las velas. Siguiendo el mismo concepto del láser, se han planteado velas impulsadas por haces de microondas generadas mediante un máser.
La NASA empezó a interesarse en la transmisión espacial de energía mediante microondas en 1980,  aunque no con intención de impulsar una sonda. El primer diseño teórico de vela de microondas fue concebido por el físico Robert L. Forward cinco años después, en 1985. La sonda, bautizada como «Starwisp», dispondría de una vela formada por una malla de hilos de aluminio con una separación de 3 mm; suficiente para hacer rebotar las microondas enviadas. El diseño, a caballo entre la ciencia y la ciencia ficción, estaría impulsado por una gigantesca antena de 56 GW de potencia, y según los cálculos iniciales, podría impulsar la vela a un 5 % o un 10 % de la velocidad de la luz. Sin embargo, el propio Forward admitiría más tarde que su diseño inicial de malla de aluminio no funcionaría debido al intenso calor generado por las microondas. Diversos estudios han llegado a la conclusión de que el mejor material para una vela de este tipo es el carbono. A estas velas se las denomina velas grises para diferenciarlas de las velas reflectantes, ya que su funcionamiento no radica en reflejar los fotones sino en absorberlos, irradiando posteriormente su energía. Otros diseños alternativos al Starwisp pero utilizando velas de fibra de carbono calcularon poder alcanzar un 20 % de la velocidad de la luz, si bien aceptando que, por el momento, la tecnología necesaria para llevarlos a cabo pertenece todavía a la ciencia ficción.
El JPL empezó a trabajar sobre velas de microondas en el año 2000. Una variante de vela gris se está estudiando por parte de los hermanos Gregory y James Benford, de la universidad de California, Irvine. La novedad consiste en aplicar a la vela una pintura que se evapore bajo la radiación de microondas. La evaporación a alta temperatura de las partículas tendría el mismo efecto que el de un motor a reacción, generando un impulso específico superior incluso al de los cohetes de combustible disponibles a comienzos del siglo XXI. Mediante este método, los encargados del proyecto han calculado que podrían enviar una sonda a Marte en tan solo un mes, alcanzando una velocidad de 60 km/s en solo una hora. Otra ventaja de utilizar material evaporable es que no impide que, una vez evaporada la pintura, la vela pueda funcionar como una vela fotónica convencional, aumentando su velocidad una vez alejada de la Tierra. Los cálculos preliminares no descartan que con este método se puedan alcanzar velocidades del orden de 10 000 km/s. Por el momento sin embargo se trata solo de un concepto en fase experimental.

### Velas de plasma

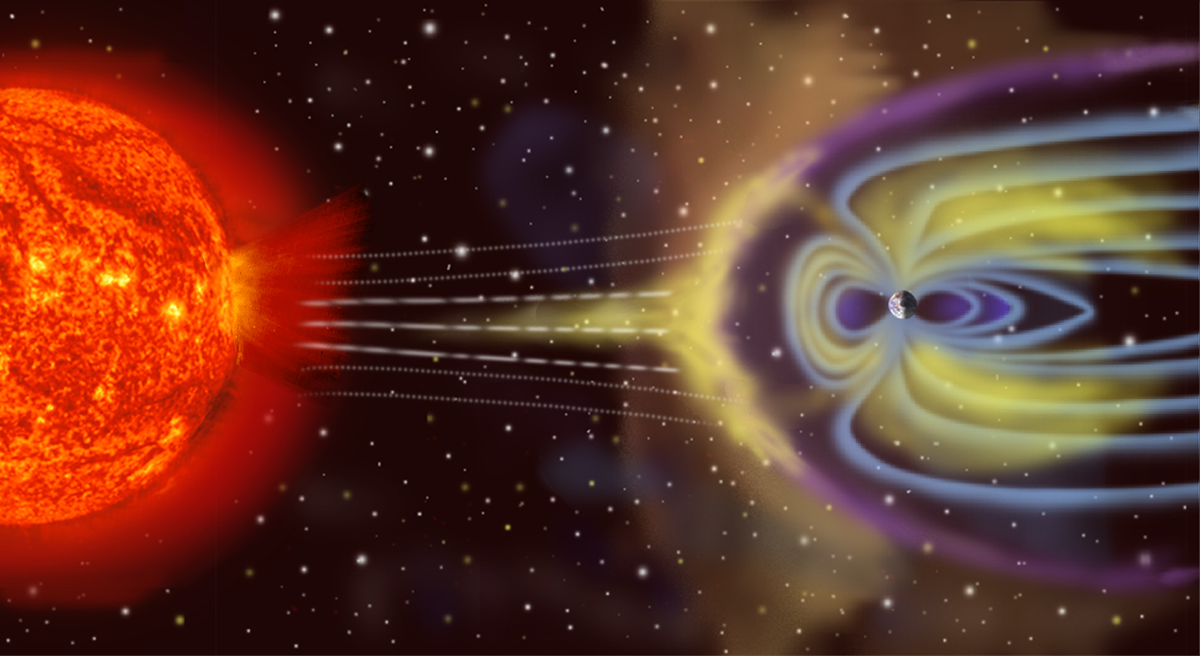
La magnetósfera de la Tierra, empujada por el viento solar.

El uso del término vela y su asociación con los barcos ha dado lugar a equívocos, pues, en contra de la creencia popular, no es el viento solar el que impulsa la nave, sino la presión de la radiación luminosa de la estrella. No obstante, existe otra tecnología que, a pesar de no ser estrictamente una vela, se conoce también como «vela solar», y que sí utiliza el viento solar para impulsarse. Este otro tipo de velas se denominan genéricamente velas de plasma, y pueden ser a su vez velas magnéticas (magsails en inglés) o velas eléctricas, en función del tipo de campo que generen. Estas velas no son una superficie continua, sino que adoptan la forma de mallas o redes alámbricas por las que circula la energía que crea el campo magnético o eléctrico. Estas velas han de ser de tamaños muy superiores a las velas fotónicas, pues el viento solar produce 5000 veces menos empuje que la presión luminosa, pero a cambio, la extensión efectiva de la vela depende fundamentalmente de la intensidad del campo generado, por lo que no es necesario construir físicamente una red tan extensa.
A pesar de necesitar una superficie muy superior, algunos cálculos arrojan una relación peso-potencia para esta tecnología cercana a los 600kg/N, que estaría en el mismo orden de magnitud que la relación peso/potencia obtenida con una vela fotónica. Los cálculos sobre velas eléctricas también arrojan datos similares. Sin embargo, las velas de plasma presentan multitud de inconvenientes todavía sin resolver, como la refrigeración, e implican una transmisión óptima del impulso experimentado en campo magnético/eléctrico de la vela hacia la nave; aspecto este último que hasta la fecha no se ha podido comprobar.

#### Magnética
Una vela magnética en forma de esfera de 10 km de radio fue diseñada por Robert Zubrin en 1989. El modelo consistía en generar una magnetosfera en torno a la nave, capaz de ser empujada por el viento solar. Cálculos posteriores parecen demostrar que el diámetro mínimo para una magnetosfera viable en este sentido es de 100 km.
Otro diseño basado en el mismo concepto es el realizado por Robert Winglee, de la Universidad de Washington. En él se genera un campo magnético de 30 km de radio mediante un solenoide alimentado por paneles fotovoltaicos, y se le inyecta plasma de tal manera que sea capaz de reflejar el viento solar. Según los cálculos de Winglee, un artilugio de estas características obtendría veinte veces más impulso por cada kilo de combustible que la lanzadera espacial.
No se ha intentado probar ningún diseño de vela magnética, y el concepto (probablemente debido a su complejidad técnica) parece haber perdido interés desde su aparición en la década de los años 1980.

#### Eléctrica
En 2006 se puso en marcha en el Kumpula Space Center un programa de desarrollo para un modelo de vela solar eléctrica concebido por Pekka Janhunen, del Instituto Meteorológico Finlandés en Helsinki.
Esta vela está formada por una red de cables que generan un campo eléctrico. El plasma solar reacciona con ese campo de forma similar a como lo haría con una superficie material. El diseño de Pekka Janhunen consta de entre 50 y 100 hilos radiales de una longitud de unos 20 km cada uno, y su interés radica en la forma de disminuir la masa de la «vela», pues a pesar de que el cable tiene un grosor de unas pocas micras, gracias al campo eléctrico generado la anchura efectiva de cada hilo sería de 50 metros, obteniendo de esta manera una relación peso/área miles de veces inferior al de las velas fotónicas. A pesar de ello, teniendo en cuenta que el empuje del viento solar es también miles de veces inferior al de la radiación solar, las prestaciones de este diseño son similares a las de las velas fotónicas. El diseño de Janhunen puede impulsar 200 kg de carga útil a una velocidad de 30 km/s aunque si se redujese la carga, se podrían alcanzar los 100 km/s.
Otra técnica de propulsión eléctrica ha sido sugerida por Mason Peck, de la Universidad Cornell. La nave de Peck también extendería una red de cables cargados, sensible a la fuerza de Lorentz ejercida por los campos magnéticos en rotación alrededor de la Tierra. Esta fuerza es útil en órbitas relativamente bajas de los planetas, y se podría combinar con su uso como vela eléctrica una vez alejada del planeta.

## Materiales

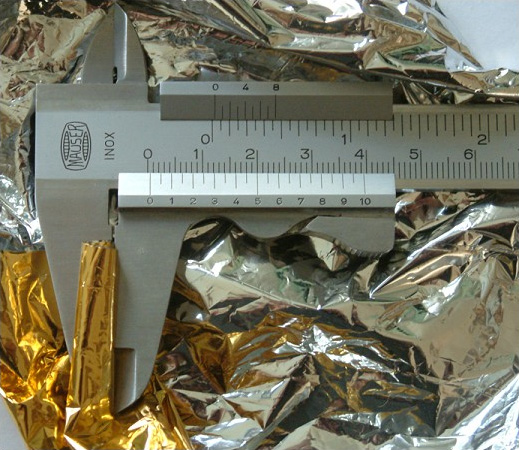
Tereftalato de polietileno metalizado, el material más económico con el que se ensayan velas solares.

La eficiencia de las velas solares está íntimamente ligada a la ligereza de los materiales empleados, que están todavía en fase de estudio y experimentación.
En la práctica, las velas solares más utilizadas en las pruebas son láminas plásticas aluminizadas: el material más usado es una lámina aluminizada de 2 micras de grosor, fabricado con un polímero de la imida (poliimida) llamado Kapton, desarrollado y fabricado industrialmente por la empresa Dupont. A este material también se le denomina CP-1, y es unas 50 veces más fino que una hoja de papel, y entre 5 y 15 veces más fino que el papel de aluminio de uso doméstico.
A pesar de que el Kapton soporta bien la radiación y temperaturas de hasta 400ºC, el aluminio soporta más de 600 °C, por lo que una de las tecnologías que se barajan para obtener láminas más finas consiste en utilizar el Kapton como soporte del aluminio, y una vez desplegada la vela, dejar que el plástico se queme durante la aproximación al sol o por otros métodos, obteniendo así velas de muy bajo peso. Otras alternativas proponen pulverizar una finísima capa de aluminio sobre el plástico, manteniendo este como protección contra posibles desgarros producidos por micrometeoritos.
Otro material también muy empleado es el que utilizó la sonda Cosmos 1, compuesto por un tipo de PET de orientación biaxial (boPET) de 5 micras; grosor unas cuatro veces menor que el de una bolsa de plástico. Este material, también conocido como Mylar, es sometido a un proceso de aluminizado para reflejar la luz solar, y tiene la ventaja de ser muy barato y fácil de obtener, aunque solo servirá a efectos de pruebas, pues no es suficientemente duradero para viajes largos.
Estudios del Dr. Geoffrey Landis financiados por la NASA en 1998, mostraron que para otras fuentes de energía existían materiales más adecuados: la alúmina para velas propulsadas por láser, y la fibra de carbono para velas impulsadas por microondas. Estas últimas, denominadas también velas grises, podrían funcionar también con luz solar, absorbiendo la radiación y emitiéndola posteriormente en forma de radiación infrarroja.

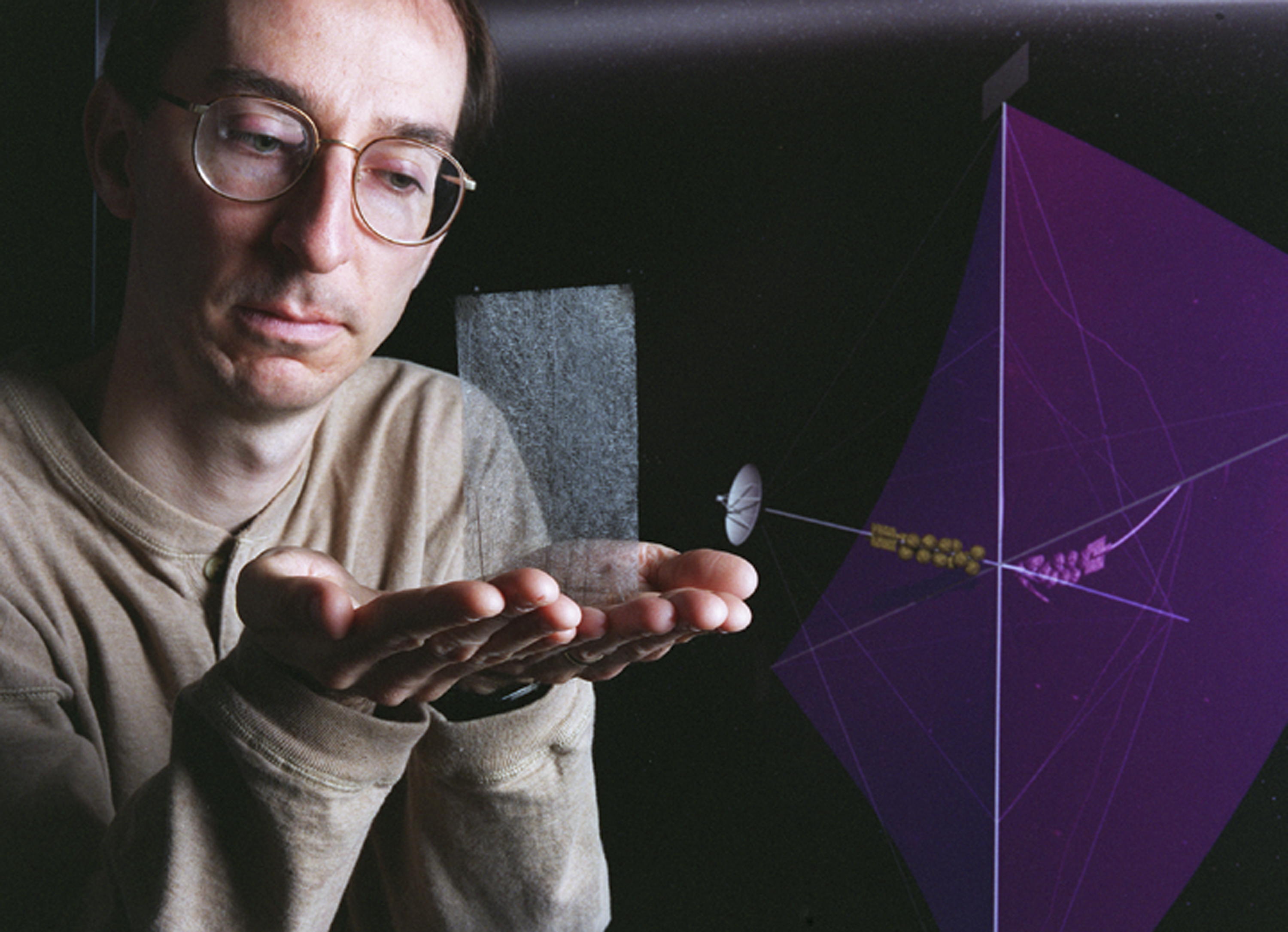
Muestra de lámina de fibra de carbono, propuesta como material para una vela solar del tipo «vela gris».

En el año 2000, la empresa californiana Energy Science Laboratories, Inc., desarrolló un nuevo material de fibra de carbono que a pesar de ser 200 veces más grueso que los materiales utilizados en las velas solares convencionales es tan poroso que alcanza el mismo peso por unidad de superficie, con la ventaja de resultar mucho más resistente que las velas plásticas. El material podría autodesplegarse en abanico, y soportar temperaturas de hasta 2500 °C.
Los diseños de materiales más eficientes en relación peso-potencia corresponden a los modelos teóricos de 2007 realizados por Eric Drexler: la vela es de aluminio reflectante, de grosores comprendidos entre 30 y 100 nanómetros (unas cien veces más fina que los materiales utilizados en la primera década del siglo XXI). Para aligerar aún más el peso, esta lámina tiene orificios de tamaño inferior a la mitad de la longitud de onda de la luz incidente. Este diseño ofrecía aceleraciones un orden de magnitud por encima respecto a los diseños con láminas plásticas, pero, aunque este material ya ha sido creado, por el momento ha mostrado ser demasiado delicado para sobrevivir al lanzamiento y posterior despliegue.
Se ha especulado con la posibilidad de producir láminas usando técnicas de ingeniería molecular basadas en redes de nanotubos, con celdas inferiores a la mitad de la longitud de onda de la luz incidente sobre la vela. Aunque este tipo de materiales solo se ha producido en condiciones de laboratorio, y su aplicación a escala industrial está aún lejana, estos materiales podrían llegar a pesar menos de 0.1 g/m²; más de treinta veces más ligeros que los materiales disponibles en la primera década del siglo XXI. A modo de comparación, las velas solares de PET de orientación biaxial (boPET) de 5 micras de grosor pesan 7 g/m², las velas de Kapton aluminizado 12 g/m², y las nuevas láminas de fibra de carbono del Energy Science Laboratories pesan 5 g/m², mientras que el papel de aluminio doméstico tiene un peso superior a los 30 g/m².

## Velas en la ciencia ficción

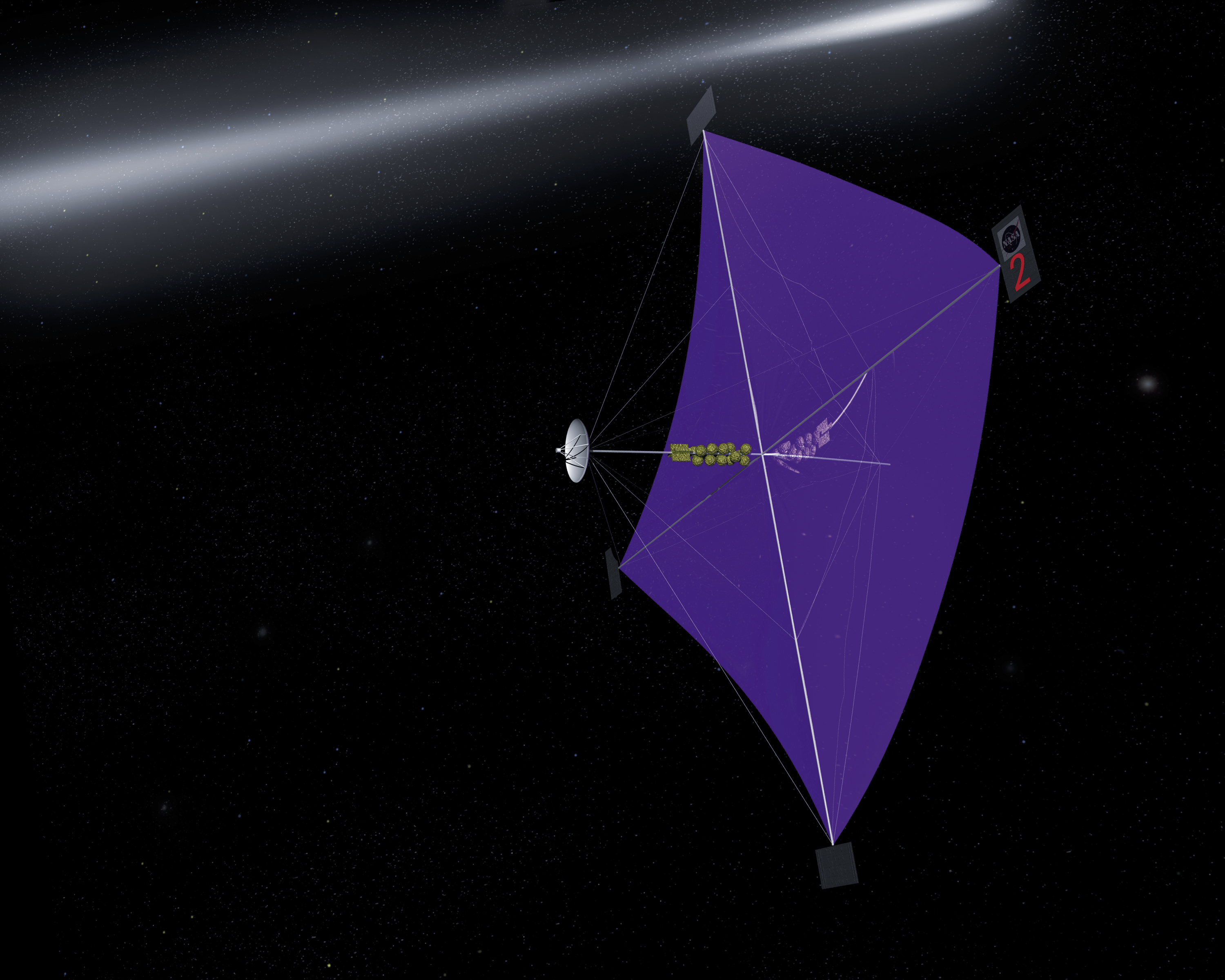
Representación artística de una vela solar.

La aparición de los veleros solares en la ciencia ficción data de principios de siglo XX, pero no toma fuerza hasta la década de los 70. El escritor Arthur C. Clarke es uno de los autores que más protagonismo ha dedicado en sus obras a esta tecnología en ciernes.

### Libros
- Extraordinarias aventuras de un sabio ruso, de Fora y Grafinia (1889-1896)[71] es probablemente el primer libro donde se hace referencia a veleros solares.[72]
- The lady who sailed the sun, de Cordwainer Smith (1960). Uno de los primeros relatos en los que aparecen velas solares, probablemente inspiradas en el artículo de Carl Wiley de 1951.[70]
- El planeta de los simios, de Pierre Boulle (1963). El libro que dio origen a la famosa película homónima describía la nave en la que viajaban los protagonistas con una vela «milagrosamente fina y ligera, atravesando el espacio propulsada por la presión de la radiación solar».[70]
- Sunjammer,  de Arthur C. Clarke (1964). Trata a fondo el tema de los viajes mediante velas solares, describiendo media docena de modelos de velero.[70] La historia narra una carrera de veleros entre la Tierra y la Luna, y fue reeditada posteriormente junto con otras historias bajo el título Viento del Sol, en 1972.[24]
- Sunhammer, de Poul Anderson (1964). Un mes después de la publicación de A. C. Clark, se escribió esta historia con el mismo nombre, incluyendo también gran detalle técnico en la descripción de las naves.[70]
- Mundo Anillo, de Larry Niven (1970). Muchas naves de este libro son veleros impulsados por láser,[73] y también se emplea el viento solar.[74]
- Fuentes del paraíso, de Arthur C. Clarke, (1979). Contiene un capítulo completo dedicado a una sonda extraterrestre en forma de velero, muy detallada.[75]
- La Paja en el Ojo de Dios, de Larry Niven y Jerry Pournelle, (1975). Sobre un primer contacto con una civilización extraterrestre, que llega en un velero solar[70] impulsado por láser.[75]
- Windhaven, de George R. R. Martin and Lisa Tuttle (1981).[70]
- A través del mar de soles, de Gregory Benford (1984). Plantea el uso de velas solares para impulsar asteroides.[75]
- Flght of the Dragonfly, de Robert L. Forward (1984). Aparecen veleros impulsados y frenados por la presión solar o por láseres. La novela se ampliará posteriormente, siendo publicada nuevamente  bajo el título Rocheworld.[70]
- Mundos en el abismo de Juan Miguel Aguilera y Javier Redal (1988). Describe veleros del tipo heliogiro[75] en viajes interestelares.
- El mundo al final del tiempo (1992), de Frederik Pohl. Se utilizan naves mixtas provistas de velas fotónicas y motores de antimateria.[75]

### Películas y series de televisión
- La serie Enlightenment (1983), de la saga Doctor Who, describe una carrera de veleros solares.
- La película El planeta del tesoro (2002) producida por Walt Disney, tiene un velero llamado R.L.S. Legacy como nave principal.
- En la saga de Star Wars, el Conde Dooku posee un velero solar que hace una breve aparición en pantalla en el Episodio II (2002)
- La nave espacial Covenant de la película Alien: Covenant (2017) es propulsado por velas solares las cuales a su vez proveen de energía a la nave.
- La vela solar bajorana vista en la serie de televisión de Star Trek: Deep Space 9.